# کانیانو آمیترنو
کانیانو آمیترنو (به ایتالیایی: Cagnano Amiterno) یک منطقهٔ مسکونی در ایتالیا است که در استان لاکویلا واقع شده‌است.

## خصوصیات
کانیانو آمیترنو ۶۰٫۱۲ کیلومترمربع مساحت و ۱٬۴۱۹ نفر جمعیت دارد و ۸۴۱ متر بالاتر از سطح دریا واقع شده‌است.